# Musique de la brigade de sapeurs-pompiers de Paris
La musique de la brigade de sapeurs-pompiers de Paris appartient à la brigade de sapeurs-pompiers de Paris et est mise pour emploi aux ordres du Préfet de police de Paris.

## Description
La musique de la brigade de sapeurs-pompiers de Paris est un orchestre dont les missions premières sont de renforcer le caractère solennel des cérémonies de la BSPP et d'être l'un de ses éléments représentatifs en France comme à l'étranger. Pour cela, elle est composée de musiciens spécialistes, tous diplômés du Conservatoire national supérieur de musique et de danse de Lyon ou du Conservatoire national supérieur de musique et de danse de Paris.
La musique se produit sous différentes formations :
- formation militaire ;
- orchestre d'harmonie ;
- big band ;
- musique de rue (roll over brass)
- petits ensembles divers (quatuor de clarinettes, de saxophones, quintette à vent, de cuivres…)

Actuellement elle est placée sous la direction de son :
- chef de musique : l'adjudant Julien VOISIN ;
- chef de musique adjoint : le sergent Mehdi LOUGRAÏDA ;
- tambour-major : le sergent-chef Pierre-Alexandre FARÉ.

## Historique
La musique de la BSPP a son origine dans le décret du 27 avril 1850 qui instaurait l'affectation de clairons dans chaque compagnie du bataillon de sapeurs-pompiers. En 1937, des tambours rejoignent les clairons et en 1944 une véritable musique militaire célèbre la Libération de Paris.

## Organisation logistique
La musique de la BSPP dispose depuis 2011 d'un nouveau camion spécialement décoré et affecté exclusivement au transport de ses instruments de musique. Immatriculé SPCT46, celui-ci est construit sur base d'un poids-lourd Renault Midlum 270.